# 금산도서관
금산도서관은 충청남도 금산군 금산읍 소재의 도서관이다.

## 연혁
- 1989. 12. 06 금산도서관 조례공포(금산군 조례 제1126호)
- 1989. 12. 13 금산군립도서관 개관
- 1991. 03. 26 금산도서관으로 명칭 개정
- 2000. 12. 01 전자정보실 설치운영
- 2001. 09. 20 중부대학교 중앙도서관 자료 공동이용 협약
- 2002. 07. 01 디지털자료실 설치
- 2002. 09. 25 전국도서관 문화기반시설 평가 우수도서관 선정
- 2003. 02. 20 교육인적자원부 종합감사 결과 우수기관 선정
- 2003. 11. 26 전국문화기반시설평가 도서관부문 장려상 수상 [문화관광부시행]
- 2008. 09. 12 금산지역 학교도서관지원센터 지정
- 2013. 10. 21 2013 전국도서관 운영평가 문화체육관광부 장관상 수상(지역사회협력부문)
- 2019. 03. 01 충청남도금산교육지원청금산도서관으로 명칭 변경

## 시설현황
- 지하: 자유열람실, 문화교실, 다목적실, 연속간행물 코너
- 1층: 어린이열람실, 사무실
- 2층: 종합자료실, 관장실/평생학습상담실

## 이용 안내
휴관일
- 매주 월요일, 법정 공휴일